# Lucas Tramèr
Lucas Tramèr, född 1 september 1989 i Interlaken, är en schweizisk roddare.
Tramèr blev olympisk guldmedaljör i lättvikts-fyra utan styrman vid sommarspelen 2016 i Rio de Janeiro.